# مایکل استیلمن
مایکل یوجین استیلمن (زاده ۲۴ مارس ۱۹۵۷) یک ریاضیدان آمریکایی است که در هندسه جبری محاسباتی و جبر جابجایی کار می کند. او استاد ریاضیات در دانشگاه کرنل است. او را به عنوان یکی از سازندگان سیستم جبر کامپیوتری مکالی۲ (به همراه دانیل گریسون) می‌شناسند.

## تحصیلات و شغل
مایکل استیلمن دکترای خود را در دانشگاه هاروارد در سال ۱۹۸۳ به سرپرستی دیوید مامفورد به پایان رساند. او قبل از اینکه در سال ۱۹۸۷ به سمت دائمی در دانشگاه کرنل برود، سمت های فوق دکترا در دانشگاه شیکاگو ، دانشگاه براندیس و موسسه فناوری ماساچوست داشت.
استیلمن بیشتر به خاطر کارش بر روی سیستم‌های جبر کامپیوتری شناخته می شود. در سال ۱۹۸۳، او کار خود را با دیو بایر بر روی سیستم جبر کامپیوتری مکالی آغاز کرد، و آنها تا سال ۱۹۹۳ به بهبود آن ادامه دادند. برای فراتر رفتن از چندین محدودیت در طراحی مکالی، استیلمن و دانیل گریسون کار بر روی سیستم مکالی۲ را در سال ۱۹۹۳ آغاز کردند  مکالی۲ از سال ۲۰۱۹ همچنان در حال توسعه فعال است،  و در بیش از ۲۰۰۰ مقاله ذکر شده است. 
استیلمن بیش از ۳۰ نشریه ریاضی دارد و به ۱۱ دانشجوی دکترا مشاوره داده است.  

## جوایز و افتخارات
- در سال ۲۰۱۵ استیلمن به دلیل کارش در محاسبات نمادین [۴] (مانند کار در مکالی۲) به عنوان عضو انجمن ریاضی آمریکا انتخاب شد.
- استیلمن به دلیل تدریسش توسط بیزنس اینسایدر در سال ۲۰۱۳ در یکی از بهترین کالج‌های آمریکا، [۵] شناخته شد، جایی که او به عنوان یکی از ۱۰ استاد برتر در کورنل معرفی شد.